# Листвянский
Листвя́нский — посёлок в Искитимском районе Новосибирской области России. Образует сельское поселение Листвянский сельсовет.
С 1948 по 2004 года имел статус посёлка городского типа.
Ранее, до 1983 года р.п. Листвянский входил в состав Черепановского района Новосибирской области.
До 1948 года посёлок назывался Листвянские шахты.

## География
Расстояние от посёлка до Новосибирска — 95 километров, до Искитима — 35 километров. Расстояние до посёлка Линёво, в котором имеется станция на железной дороге Новосибирск — Барнаул, — 16 километров.

## Население
| 1959  | 1970  | 1979  | 1989  | 2002  | 2007  | 2010  |
| ----- | ----- | ----- | ----- | ----- | ----- | ----- |
| 5351  | ↘3985 | ↘3171 | ↘3000 | ↘2708 | ↗3014 | ↘2465 |
| 2012  | 2013  | 2014  | 2015  | 2016  | 2017  | 2018  |
| ↗2553 | ↗2621 | ↗2657 | ↗2677 | ↗2678 | ↗2682 | ↘2664 |
| 2019  | 2020  | 2021  |       |       |       |       |
| ↘2644 | ↘2598 | ↘2593 |       |       |       |       |

## История
Территория посёлка и прилегающих деревень со второй половины XIX века и до августа 1917 года относилась к Легостаевской волости Барнаульского уезда Томской губернии. После Гражданской войны Сибревком с 1920 года проводил серию административно-территориальных реформ и с 1925 года территория стала относиться к Черепановскому району Новосибирского округа Сибирского края РСФСР. С 1930 по 1937 — в составе Черепановского района Западно-Сибирского края. С 1937 по 1983 — в составе Черепановского района Новосибирской области. С 1983 — в составе Искитимского района Новосибирской области.
Появление посёлка связано с разработкой Листвянского угольного месторождения, относящегося к Горловскому бассейну. Месторождение было открыто в 1919 году, когда житель села Шадрино Вагайцев Иван Иванович обнаружил кусок угля, вымытый весенним паводком. В 1920—1922 годах геологами Б. Ф. Сперанским и И. Ф. Андрейченко была проведена геологическая разведка с целью определения запасов ресурсов.
Сам посёлок основан в 1931 году, когда началась регулярная добыча угля на двух неглубоких шахтах. Первоначально добыча велась краевым управлением исправительно-трудовых учреждений, но постепенно посёлок благоустраивался, и к 1935 году в нём было более 10 домов. В 1935 году разработка Листвянского месторождения была передана в ведение Новосибирского Облместпрома и посёлок начал быстро развиваться. В этом же году была открыта начальная школа с двумя классными комнатами для детей шахтёров. В 1939 году добыча угля составила 20,5 тысяч тонн.
В годы Великой Отечественной войны на фронт ушло около 100 жителей посёлка, из них вернулось только 44. Во время войны значение угольного месторождения резко возросло из-за оккупации Донбасса, поэтому разработке Горловского бассейна стало уделяться больше внимания. С 1942 года разрабатывать месторождение начал «Кузбассшахтстрой». Посёлок укрупнился, в 1943 году была открыта ещё одна школа — семилетняя, но детям все равно пришлось учиться в три смены.
После освобождения Донбасса Листвянское месторождение было возвращено Министерству топливной промышленности, создан трест «Листвянское управление новых шахт».
В 1946 году была построена электростанция, открыта третья шахта. Листвянский продолжал развиваться и в 1948 году получил статус рабочего посёлка. В посёлке была открыта больница с хирургическим и родильным отделением. К 1954 году число домов в посёлке достигло 750, численность населения — 3000 жителей.
В 1958 году добыча угля достигла максимального значения — 252,5 тысяч тонн, увеличившись по сравнению с 1939 годом в 12 раз. В том же 1958 году в посёлке была построена двухэтажная школа, которая была способна принять 1200 учеников.
В конце 1950-х годов новые исследования выявили пригодность антрацитов месторождения для производства электродной продукции. В результате началось строительство Новосибирского электродного завода в посёлке Линёво.
В 1950—1970-е годы продолжались геологоразведочные работы. В 1980 году в эксплуатацию сданы Горловский и Ургунский угольные разрезы, обогатительная фабрика «Листвянская».
В 1983 году р.п. Листвянский из Черепановского района Новосибирской области перешёл в Искитимский район Новосибирской области (решение № 146 от 03.03.1983 года о передаче рабочего поселка из Черепановского района в состав Искитимского района было принято Новосибирским областным Советом народных депутатов).
В 1994 году началась разработка Колыванского месторождения. На базе Листвянского шахтоуправления было создано акционерное общество «Сибирский антрацит».
В соответствии с программой ликвидации нерентабельных шахт 19 января 2001 года Шахта Листвянская была закрыта. После закрытия шахты посёлок пришёл в упадок.
В 2004 году в соответствии с Законом Новосибирской области от 29 апреля 2004 года «О преобразовании рабочего посёлка Листвянский Искитимского района Новосибирской области» Листвянский утратил статус рабочего посёлка и был преобразован в сельский населённый пункт.

## Достопримечательности
- Памятник Солдату-Освободителю, открытый по инициативе жителей посёлка в 1975 году, в честь тех, кто защищал страну в Великую Отечественную войну.[18]

## Экономика
- ЗАО «Сибирский антрацит».

## Образование
В Листвянском расположена средняя общеобразовательная школа, в которой по данным на 2009 год работает 26 учителей..
Работает детский сад на 80 детей.
По данным на 2003 год в посёлке отсутствовали учреждения среднего и высшего профессионального образования.